# Узи
Узи (на иврит: עוזי; Uzi) е серия израелски картечни пистолети. По-малките варианти се считат за автоматични пистолети. Това е едно от първите оръжия, използващи телескопичен затвор, позволяващ пълнителя да бъде приспособен към пистолетната хватка на по-късо оръжие.
Първият картечен пистолет Узи е проектиран от Узиел Гал в края на 1940-те години. Прототипът е завършен през 1950 г. За пръв път въведено в Израелските отбранителни сили през 1954 г., оръжието е пуснато в масово производство две години по-късно. Узито намира приложение като лично оръжие за самоотбрана на войските от задните ешелони, офицери, артилерийски войски и танкисти, както и като фронтово оръжие от щурмовите сили на елитната лека пехота.
Узи се изнася в над 90 държави. През експлоатационния си живот е произвеждан от Israel Military Industries, FN Herstal и други производители. От 1960-те до 1980-те години са продадени повече картечни пистолети Узи на повече военни, полицейски и охранителни пазари, отколкото кой да е друг картечен пистолет.

## Дизайн
Узи използва дизайн с отворен затвор, подобен на този при серията Sa vz. 23. Дизайнът с отворен затвор излага задната част на цевта и подобрява охлаждането по време на продължителна стрелба. Обаче, това означава, че щом затворът се държи назад, когато е килнат, цевната кутия на оръжието е по-податлива на замърсяване от околната среда. Използва телескопичен затвор, при който затворът обгръща задната част на цевта. Това позволява на цевта да се движи доста назад в цевната кутия, а пълнителят да се приспособи в пистолетната хватка, позволявайки по-тежък, бавнострелящ затвор в по-късо и по-балансирано оръжие.
Оръжието се произвежда основно от щампован листов метал, което го прави по-евтино за произведена единица, отколкото еквивалентните изливки. В относително малко подвижни части, Узито лесно се разглобява за поддръжка или поправка. Пълнителят се поставя в ръкохватката, позволявайки по-интуитивно и лесно презареждане в тъмни или тежки условия по принципа „ръка намира ръка“. Дръжката е оборудвана с предпазител, който възпира неволното произвеждане на изстрел. Все пак, стърчащият вертикален пълнител прави оръжието трудно за стреляне от легнало положение. Узито може да бъде оборудвано с байонет.

### Действие
Небуталната дръжка за зареждане на върха на цевната кутия се използва за изтегляне на затвора. Вариантите имат храпов защитен механизъм, който захваща затвора и блокира движението му, ако е избутан зад пълнителя, но не достатъчно далече, за да задейства шепталото.
Узи има два външни защитни механизма. Първият е три-позиционен лост, намиращ се над хватката и зад задействащата група. Задната позиция е „S“ за „safe“, която блокира шепталото и предотвратява движението на затвора. Вторият външен защитен механизъм е защитата на хватката, разположена в задната част на хватката. Създадена е, за да предотврати неволен изстрел, ако оръжието се изпусне или потребителя загуби здравото си захващане на оръжието по време на стрелба.
Задействащият механизъм е стандартен огнестрелен спусък, но работи само за да контролира пусковият механизъм за затвора (картеч) или механизма за задържане на захващане (полуавтомат), тъй като Узито не включва вътрешен механизъм за захващане. Докато системата с отворен затвор механично е по-проста от тази със затворен затвор (например Хеклер и Кох МП5), тя създава забележимо забавяне между натискането на спусъка и началото на стрелбата.
Бутонът за изпускане на пълнителя се намира в долната част на ръкохватката и е проектиран да се задейства от нестрелящата ръка.
Когато оръжието е откилнато, извеждащият отвор се затваря, за да предотврати навлизането на прах и мръсотия. Въпреки че цевната кутия от щампован метал е оборудвана с пресовани отрязъци за укрепване с цел приемане на натрупвания от прах и пясък, оръжието пак може да засече при тежки натрупвания от пясък в пустинни условия, когато не се почиства редовно.

### Приклади
Съществуват различни дървени приклади за Узи. Израелските отбранителни сили разполагат с три модела с различни дървени приклади. Съществува и приклад от полимер. Дървените приклади имат основа за бързо разгъване, но тези, които се продават в САЩ, имат постоянна основа, за да в съответствие с американските закони за оръжие. Мини Узито има прав метален приклад, който всъщност е малко по-дълъг от самото Узи.

### Пълнители
Първоначалните пълнители за 9 mm Узи са с капацитет 25 патрона. Изпитани са експериментални пълнители с капацитет 40 и 50, но се оказват ненадеждни. По-късно е изпробван пълнител с 32 патрона и след това приет като стандарт. Мини Узи и микро Узи използват по-къс пълнител с 20 патрона.
.45 ACP Узи използва пълнител с 16 или 22 патрона, докато .45 ACP Микро Узи и Мини Узи използват 12-патронен пълнител.

## Употреба
Узи е проектирано от капитан (по-късно майор) Узиел Гал от Израелските отбранителни сили след Арабско-израелската война от 1948 г. Оръжието е предоставено на Израелската армия за оценка и печели над обичйните дизайни заради простатата си и икономията си на производство. Гал не е желаел оръжието да носи неговото име, но молбата му не е уважена. Узи е прието официално през 1951 г. За пръв път е въведено в Израелските отбранителни сили през 1954 г., а две години по-късно влиза в масово производство. Първите Узита са снабдени с къс дървен приклад и тази версия е първата, видяла сражения през Суецката кампания от 1956 г. По-късните модели са снабдени със сгъваем метален приклад.
Узито се използва като лично отбранително оръжие на войските от задните ешелони, офицери, артилерийски войски и танкисти, както и като фронтово оръжие от щурмовите сили на елитната лека пехота. Компактният размер и огнева мощ се оказват полезни при изчистването на сирийските бункери и йорданските отбранителни позиции през Шестдневната война от 1967 г. Въпреки че оръжието е изтеглено от фронтова служба през 1980-те години, някои варианти на Узи все още се използват от няколко военни поделения до декември 2003 г., когато се съобщава, че Израелските отбранителни сили изтеглят Узи от всичките си войски. Впоследствие е заменено от напълно автоматичното IWI Tavor X95 (MTAR).
Като цяло, Узи е надеждно оръжие във военното дело. Все пак, дори то пада жертва на екстремни условия с пясък и прах. По време на Синайската кампания от Войната от Йом Кипур, израелските войски, достигнали Суецкия канал, докладват, че от всичките им малки оръжия единствено 7,62-милиметровата картечница FN MAG все още работи.
Узи се оказва особено полезно за моторизираната пехота, която се нуждае от компактно оръжие, и за пехотните единици, изчистващи бункери и други затворени пространства. Все пак, ограничената му далекобойност и точност при автоматичен огън (приблизително 50 m) могат да бъдат смущаващи при контакт с врага, въоръжен с по-далекобойни оръжия. Тези недостатъци в крайна сметка водят до постепенното премахване на Узито от фронтовите линии на Израелската армия.
Оръжието се използва в различни конфликти извън Израел и Близкия изток през 1960-те и 1970-те години. 9-милиметрови Узи се използват от португалската кавалерия, полиция и охранителни войски по време на Португалската колониална война в Африка.
Общите продажби от оръжието към края на 2001 г. са в размер на 2 милиарда щатски долара, като над 90 държави използват Узи или във войските си, или в полицията си.

## Потребители

### Африка
- Ангола
- Ботсвана
- Централноафриканска република
- Чад
- ДР Конго
- Еритрея
- Етиопия
- Габон
- Кения
- Либерия
- Нигер
- Нигерия
- Родезия
- Руанда
- Сиера Леоне
- Сомалия
- ЮАР
- Судан
- Есватини
- Того
- Уганда
- Зимбабве

### Азия
- Азербайджан
- Бангладеш
- Индия
- Индонезия
- Иран
- Израел
- Мавриций
- Филипини
- Шри Ланка
- Сирия
- Тайван
- Тайланд
- Турция
- Виетнам

### Европа
- Белгия
- Хърватия
- Естония
- Франция
- Германия
- Ирландия
- Италия
- Литва
- Люксембург
- Малта
- Нидерландия
- Португалия
- Румъния
- Сърбия

### Северна Америка
- Бермудски острови
- Куба
- Доминиканска република
- Салвадор
- Гватемала
- Хаити
- Хондурас
- Никарагуа
- Панама
- САЩ

### Южна Америка
- Аржентина
- Боливия
- Бразилия
- Венецуела
- Колумбия
- Еквадор
- Парагвай
- Перу
- Суринам
- Уругвай
- Чили

### Океания
- Австралия
- Фиджи
- Тонга